# The Offs
The Offs est un groupe punk / ska de San Francisco, fondé vers 1978 par le guitariste Billy Hawk et le chanteur Don Vinil, puis rejoint par l'ancien batteur de Hot Tuna Bob Steeler et plusieurs cornistes se succédant, dont Bob Roberts, Richard Edson et Roland Young. Les Offs ont participé aux débuts de la scène punk rock de San Francisco.

## Histoire
En 1978, The Offs sortent leur premier disque autoproduit - un single de 7 pouces comprenant une reprise de Johnny Too Bad des Slickers avec la chanson 624803 écrite par Billy Hawk sur la face B. La même année, ils sortent un autre disque, Everyone's a Bigot, avec Zero Degrees en face B, qui est le premier à sortir sur le label 415 Records de San Francisco,. Cette chanson apparait plus tard sur la compilation hardcore / art punk Let Them Eat Jellybeans chez Alternative Tentacles. Un autre titre sorti très tôt est "You Fascinate Me". Le chanteur Don Vinil était connu pour son comportement scandaleux sur scène. Un autre groupe punk de San Francisco, Dead Kennedys, a joué son premier concert avec les Offs en 1978. Ils jouent souvent au Mabuhay Gardens de San Francisco.
Les Offs ont également connu plusieurs bassistes, dont Denny Boredom (Denny DeGorio), Olga de Volga et Fast Floyd. Eric Peterson est devenu bassiste en 1980, peu après que le groupe ait quitté San Francisco pour New York, où il est rapidement devenu un habitué des institutions new-yorkaises telles que le Mudd Club, le Danceteria et le  Max's Kansas City. Les Offs comptaient parmi leurs fans et amis de nombreuses personnes de la scène artistique et musicale du centre-ville de New York, notamment les artistes Jean-Michel Basquiat, Keith Haring, le musicien et acteur Richard Edson, qui jouait de la trompette avec le groupe, et Glenn O'Brien, chroniqueur itinérant de la scène pour le magazine Interview d'Andy Warhol.
En 1984, le label de David Ferguson, CD Presents, sort un album complet pour le groupe, intitulé The Offs First Record, dont la pochette est réalisée par Basquiat.

## Discographie

### Singles
- 1978 Everyone's A Bigot / 0° (415 Records) [7]
- 1978 Johnny Too Bad / 624803 (Crack In The World)
- 1980 You Fascinate Me / My World (Max's Kansas City Records) [7]
  - 1981 Zero Vs. The Offs / Why Boy (Epiphany Records

### Albums
- 1984 First Record (CD Presents, Ltd.) [7]
- 2000 Live At The Mabuhay Gardens Nov 7 1980 (Vampir Records) [7]

### Compilations
- 1980 Can You Hear Me? Music From The Deaf Club (Optional Music) [8]
- 2000 The Offs: California Skapunk Pioneers (Lost and Found Records)

### Film/Vidéo
- 1979 Deaf/punk (Canyon Cinema Co-op)